# Heinz Hopf
Heinz Hopf (19 de noviembre de 1894-3 de junio de 1971) fue un matemático alemán que trabajó en los campos de la topología y de la geometría.

## Primeros años
Hopf nació en Gräbschen, Alemania (actualmente pl, parte de Breslavia, Polonia), hijo de Elizabeth (de soltera Kirchner) y Wilhelm Hopf. Su padre, inicialmente de religión judaica, se convirtió al protestantismo un año después del nacimiento de Heinz, mientras que su madre pertenecía a una familia protestante.
Hopf asistió a la escuela superior de niños Karl Mittelhaus de 1901 a 1904, y luego ingresó al Gymnasium Rey Guillermo en Breslau. Mostró talento matemático desde temprana edad. En 1913 ingresó en la Universidad de Breslavia, donde asistió a las clases de Ernst Steinitz, Adolf Kneser, Max Dehn, Erhard Schmidt y Rudolf Sturm. Cuando estalló la Primera Guerra Mundial en 1914, Hopf se alistó con entusiasmo. Fue herido dos veces y recibió la cruz de hierro (primera clase) en 1918.
Después de la guerra, Hopf continuó su educación matemática en Heidelberg (invierno de 1919/20 y verano de 1920) y Berlín (a partir del invierno de 1920/21). Estudió con Ludwig Bieberbach y obtuvo su doctorado en 1925.

## Carrera

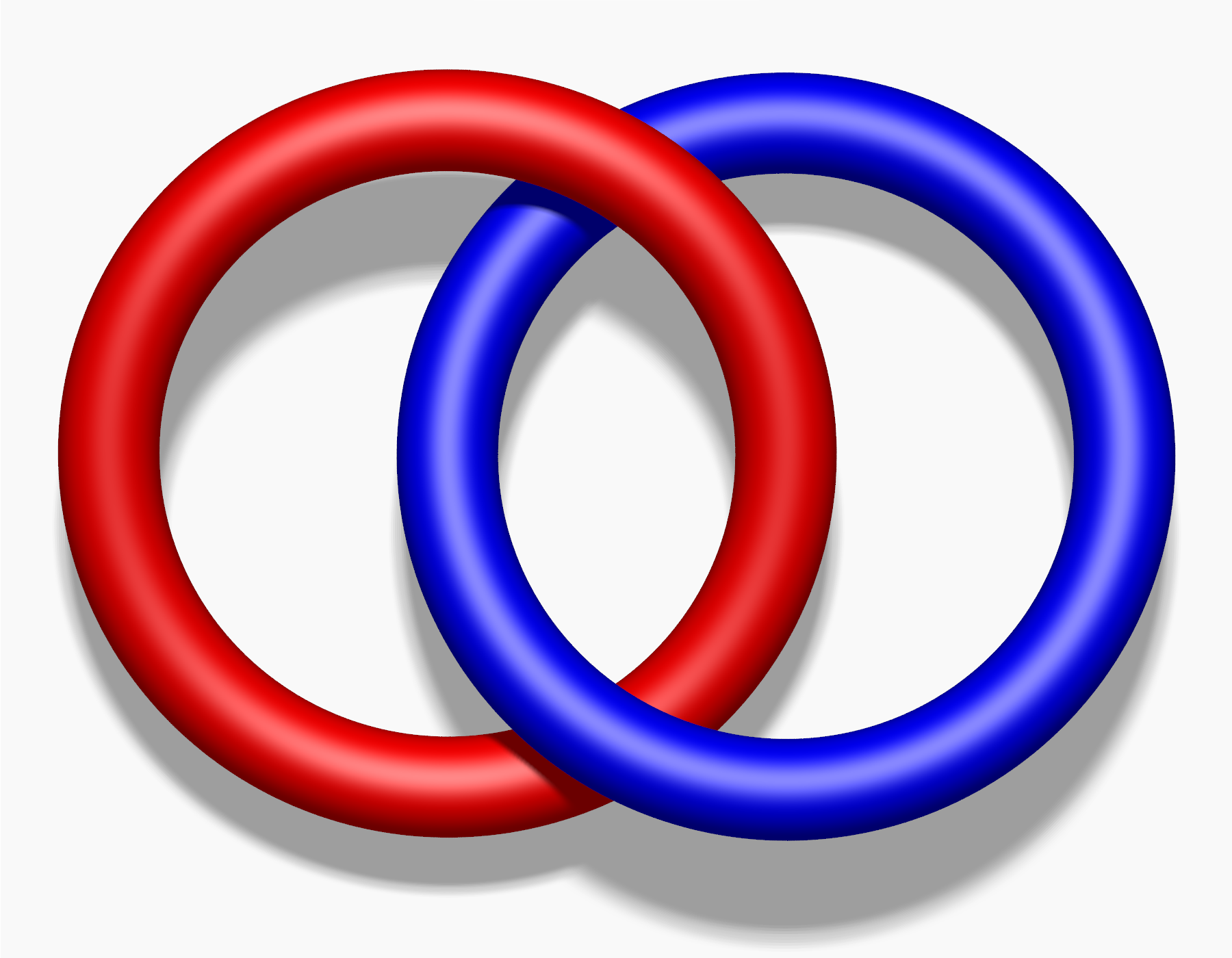
Eslabón de Hopf

En su disertación, Conexiones entre topología y métrica de variedades (en alemán Über Zusammenhänge zwischen Topologie und Metrik von Mannigfaltigkeiten), demostró que cualquier 3-variedad riemanniana completa simplemente conexa de curvatura seccional constante es globalmente isométrica a un espacio euclídeo, esférico o hiperbólico. También estudió los índices nulos de campos vectoriales en hipersuperficies y conectó su suma con la curvatura. Unos seis meses después dio una nueva demostración de que la suma de los índices de los ceros de un campo vectorial en una variedad es independiente de la elección del campo vectorial e igual a la característica de Euler de la variedad. Este teorema ahora se llama teorema de Poincaré-Hopf.
Hopf pasó el año posterior a su doctorado en la Universidad de Gotinga, donde trabajaban David Hilbert, Richard Courant, Carl Runge y Emmy Noether. Mientras estuvo allí conoció a Pável Aleksándrov y comenzó una amistad que mantendría de por vida.
En 1926 volvió a Berlín, donde impartió un curso de topología combinatoria. Pasó el año académico 1927/28 con Alexandrov en la Universidad de Princeton gracias a una beca Rockefeller. Solomon Lefschetz, Oswald Veblen y J. W. Alexander estaban todos en Princeton en ese momento. Durante aquella estancia, descubrió el invariante de Hopf de las aplicaciones {\displaystyle S^{3}\to S^{2}} y demostró que la denominada fibración de Hopf tiene invariante 1. En el verano de 1928 regresó a Berlín y comenzó a trabajar con Pável Aleksándrov, por sugerencia de Courant, en un libro sobre topología. Se planearon tres volúmenes, pero solo se terminó uno, publicado en 1935.
En 1929 rechazó una oferta de trabajo de la Universidad de Princeton, y en 1931 ocupó el puesto de Hermann Weyl en la ETH, en Zúrich. Recibió otra invitación a Princeton en 1940, pero la rechazó de nuevo. Sin embargo, dos años más tarde, se vio obligado a solicitar la ciudadanía suiza después de que sus propiedades fueran confiscadas por el régimen nazi alemán, ya que la conversión de su padre al cristianismo no logró convencer a las autoridades alemanas de que era un ario.
En 1946/47 y 1955/56 Hopf visitó los Estados Unidos, se instaló en Princeton y dio conferencias en la Universidad de Nueva York y en la Universidad de Stanford. Presidió la Unión Matemática Internacional de 1955 a 1958.

## Vida personal
En octubre de 1928, Hopf se casó con Anja von Mickwitz (1891-1967).

## Reconocimientos
- Recibió doctorados honorarios por la Universidad de Princeton, la Universidad de Friburgo, la Universidad de Mánchester, la Universidad de París, la Universidad Libre de Bruselas y la Universidad de Lausana.
- En 1949 fue elegido miembro correspondiente de la Academia de las Ciencias de Heidelberg.
- Fue orador invitado en el Congreso Internacional de Matemáticos (ICM) celebrado en Zúrich en 1932, y orador plenario en el ICM organizado en Cambridge (Massachusetts) en 1950.[6]
- En memoria de Hopf, la Escuela Politécnica Federal de Zúrich otorga el premio Heinz Hopf en reconocimiento de trabajos científicos sobresalientes en el campo de las matemáticas puras.

## Publicaciones seleccionadas
- Alexandroff P., Hopf H. Topologie Bd.1 — B: 1935
- Hopf, Heinz (1964), Selecta Heinz Hopf, Herausgegeben zu seinem 70. Geburtstag von der Eidgenössischen Technischen Hochschule Zürich, Berlin, New York: Springer Science+Business Media, MR 0170777.
- Hopf, Heinz (2001), Collected papers/Gesammelte Abhandlungen, Berlin, New York: Springer Science+Business Media, ISBN 978-3-540-57138-4, MR 1851430.

## Lecturas relacionadas
- Bagni, Giorgio T. «Heinz Hopf». History of ICMI web-site.
- Hilton, Peter J. (1972), «Heinz Hopf», London Mathematical Society 4 (2): 202-217, doi:10.1112/blms/4.2.202.